# Lynn Bari
Lynn Bari (ur. 18 grudnia 1913 w Roanoke, zm. 20 listopada 1989) – amerykańska aktorka filmowa i telewizyjna.

## Filmografia
seriale
- 1950: Pulitzer Prize Playhouse
- 1954: Studio 57 jako Diane Breen / Karen
- 1959: Law of the Plainsman jako Constance Valeri
- 1961: Ben Casey jako Ethel Dixon
- 1965: The F.B.I., jako Wdowa

film
- 1933: Meet the Baron jako Uczennica
- 1935: Moje małżeństwo jako Pat
- 1937: Ostatnia noc skazańca
- 1940: City of Chance jako Julie Reynolds
- 1941: Serenada w Dolinie Słońca (Sun Valley Serenade) jako Vivian Dawn
- 1968: The Young Runaways jako Pani Donford

## Wyróżnienia
Posiada dwie gwiazdy na Hollywoodzkiej Alei Gwiazd.